# Maya Goded
Maya Goded Colichio (Ciudad de México n. 1967) es una fotógrafa y cineasta documental mexicana que desde el año 2002 forma parte de la Agencia Magnum como miembro candidato.
Su obra gira en torno a la feminidad, la maternidad, la virginidad, la violencia, la marginalidad, la desigualdad, la transgresión, la sexualidad, el cuerpo, la moral, los mitos, así como los prejuicios impuestos por la sociedad y la religión católica a las mujeres. 
Es autora de los libros Guerrero Negro (1994), Plaza de la Soledad (2006) y Good Girls (2006), y del documental Plaza de la soledad (2016). 
Ha sido acreedora a diversos premios como el World Press Photo en 1996; el otorgado por la Fundación W. Eugene Smith en 2001 y el de la Fundación Guggenheim en 2003. En 2010 recibió el Premio Príncipe Claus otorgado por la fundación del mismo nombre y el gobierno de los Países Bajos. 
Su trabajo fotográfico han sido expuesto en Estados Unidos, América Latina, Europa, China y África. Forma parte de colecciones como la Fototeca del Consejo Mexicano de Fotografía, The Wittliff Gallery of Southwestern & Mexican Photography de Texas; la Comunidad de Madrid; Margolis Foundation en Tucson; California Museum of Photography, Riverside, California y Fundación Televisa. 
Pepa Roma, periodista española, le dijo una vez acerca de sus fotografías “Las mujeres de tus fotografías parecen devolverle a la mujer que las mira desde el otro lado de la imagen, lo que no se atreve a mirar de sí misma”

## Inicios
A los quince años se inició en la fotografía y realizó estudios de la misma en Coyoacán que después perfeccionaría en el Centro internacional de Fotografía (ICP) de Nueva York entre 1989 y 1992. Desde 1993 trabajó como asistente de Graciela Iturbide.

## Biografía
Maya Goded nació en la Ciudad de México el 30 de diciembre de 1967. Hija de una antropóloga estadounidense enamorada de la cultura mexicana (razón por la cual la fotógrafa lleva el nombre de Maya) y de un padre mexicano, hijo de exiliados españoles y perseguido político por su relación con el Partido Comunista en la década de 1970.
Desde niña estuvo en contacto con las imágenes. En una entrevista realizada por la investigadora del Instituto de Investigaciones Estéticas de la UNAM, Laura González, cuenta que de niña tenía problemas de lenguaje, lo cual le dificultaba hablar fluidamente. Esto propició a que –y también motivada por su padre, quien era pintor y que había trabajado un tiempo con David Alfaro Siqueiros– utilizara la pintura como medio de expresión. 
De igual manera, con la fotografía estuvo en contacto desde muy temprana edad, ya que su mamá la utilizaba en sus expediciones como antropóloga. También por parte de su tío paterno, Angel Goded, cinefotógrafo que colaboró con directores como Arturo Ripstein, Felipe Cazals, Paul Leduc y Juan Antonio de la Riva. 
Durante su infancia realizó frecuentes viajes a Nueva York para visitar a la familia de su madre, conformada por descendientes italianos, católicos y festivos, y por otro lado al mismo tiempo estuvo en contacto con la familia de su padre, en su mayoría ateos republicanos quienes mantenían apasionadas conversaciones políticas. Esto hizo que estuviera en constante choque cultural, permitiéndole familiarizarse con diversas realidades y puntos de vista.
En cuanto a su formación académica, su primer interés fue la antropología, por lo que inició estudios universitarios de antropología. Sin embargo, luego los abandonó para estudiar diseño gráfico, estudios que también abandonaría para finalmente hacer de la fotografía su profesión.
Estudió fotografía en la Escuela Activa de Coyoacán en 1991. En 1992, atraída por comunidades fuera de la ciudad empezó a hacer viajes a la Sierra Tarahumara, los cuales marcaron su trabajo y lo que la llevó a acercarse a la fotógrafa Graciela Iturbide, fotógrafa documental, con quien después colaboraría como asistente. 
De 1991 a 1992 contó con la beca del FONCA “Jóvenes creadores”  de donde trabajó en su proyecto Tierra Negra, el cual no solo culminaría en la publicación de un libro sino que la aproximación íntima y a su vez documental del proyecto marcaría su carrera.
En el año 2000 recibió el premio Eugene Smith, lo cual hizo que llamara la atención de la prestigiada agencia de fotografía Magnum y pronto se incorporaría a ella. Sin embargo la línea editorial de la agencia y su propia búsqueda personal hizo que la abandonara tiempo después. “Creo que estar en Magnum lo que me hizo, fue darme cuenta que yo no sé trabajar bajo presión”, cuenta la fotógrafa “Yo no puedo estar fotografiando y que me estén llamando en la oficina a decirme: ya hizo fulano un trabajo igual, entonces ya no salió y la primera portada tiene que ser…no, yo no trabajo así. Yo no puedo trabajar pensando que hay otros tres trabajos y que mi trabajo tiene que ser mejor. Yo no puedo con esa presión”.

## Contexto
De acuerdo con Mónica Mayer, aquellas fotógrafas y artistas nacidas entre los años sesenta y setenta y que estuvieron activas en la última década del siglo XX, tienen un fuerte vínculo con el pensamiento feminista.  A éstas, asumidas o no como tales, el lema “lo personal es político” las ha determinado para la exploración de temas cotidianos y con una relación cercana con el cuerpo.
Por su parte, en la fotografía, Laura González señala tres momentos en la fotografía del siglo XX en México. El canon realista, imperante en la fotografía documental hasta la década de los setenta; la experimentación plástica en la década de los ochenta y la generación de fotógrafos que son herederos de esta experimentación y que “se insertan en una comprensión posmoderna” de la fotografía y ésta se entiende más allá de una “oposición entre documentación y arte”. Entre estos fotógrafos se encuentran Ana Casas, Daniela Rossell y Gerardo Montiel Kilint, por mencionar algunos.
A pesar de que Maya Goded por su edad y momento pertenece a esta generación su obra es cercana al documentalismo, sin embargo, se diferencia de la tradición de éste por la intimidad y horizontalidad con las que se relaciona con las personas que retrata.  Aunque en su obra confluyen la sordidez y la denuncia, también encuentran en su mirada un “un complemento comprensivo”  su “atención plena al problema del otro” la hace heredera de la tradición de mujeres fotógrafas como Tina Modotti, Lola Álvarez Bravo, Mariana Yampolsky y Graciela Iturbide.
Laura González dice de Goded que: 
Al dirigir su cámara hacia los márgenes de lo social […] no sólo vuelve visibles a las personas que están ahí. Su dispositivo visual también vuelve patentes los complejos mecanismos que rigen las reglas de conducta del grupo social. Así, su fotografía funciona como un doble espejo que refleja tanto lo que la cámara tiene delante (el retratado y su situación de exclusión social) como lo que yace detrás de ella: el proceso de observación de las normas sociales, implícito en la manera en que miramos. Al ponernos en el lugar que ocupó la cámara, Goded no sólo nos hace conscientes de lo que estamos viendo, sino de cómo y desde dónde lo hacemos. Al utilizar un punto de vista que no es el habitual, es decir, que no se relaciona con una mirada racional y objetiva, física o simbólicamente superior al retratado, la fotografía de Goded rompe con las convenciones del documentalismo tradicional: la suya es una visión subjetiva y corporeizada, horizontal con respecto a quien tiene delante de la cámara.

## Obra
Una parte importante del trabajo de Goded gira en torno a los grupos sociales desfavorecidos y el papel desempeñado por la mujer y la religión. Su primer libro, "Tierra Negra", lo publicó en 1991 y trata sobre la vida en la comunidad negra en la zona costera de Oaxaca. En 2006 publicó su segundo libro titulado "Plaza de la Soledad" donde recoge una visión de la vida de las prostitutas mediante fotografías en blanco y negro.  Diez años después, en 2016, salió al público su documental homónimo, que refleja más de 20 años de trabajo en La Merced, tres años de filmación y un año y medio de edición. La temática del documental se centra en la vida de cinco sexoservidoras y, como dice la autora, la intención de esta obra es "motivar a los espectadores a enfrentar sus prejuicios acerca de la prostitución, el sexo y el envejecimiento, reflexionando sobre la complejidad y las distintas formas que el amor -y la soledad- pueden tomar". La producción estuvo a cargo Monstro Films en coproducción con Alebrije Producciones y La Sombra del Guayabo, con fondos de la LISR (EFICINE); el Fondo de Inversión y Estímulos al Cine (FIDECINE) México; TicketMaster-México, Fundación Ford y la beca del Tribeca Film Institute, TFI Latin America.
La plaza de la soledad
Este proyecto es el resultado de los recorridos de Maya Goded por La Merced, barrio ubicado en el centro la Ciudad de México. En este lugar conviven religión, gobierno y crimen organizado y en él, la violencia contra las mujeres es una constante, la cual, la mayoría de las veces queda impune.  
En La Merced conoció a muchas de las mujeres que se dedican a la prostitución y a quienes fotografió de 1998 a 2001. El resultado son retratos íntimos de la vida diaria y privada de las sexoservidoras.  En ellos la fotógrafa confirma su preocupación por las problemáticas derivadas de la dominación masculina y la  estigmatización de las mujeres. “Se trata de un trabajo que no juzga” dice Joan Fontcuberta al respecto y lo señala como “una aproximación libre a los cánones que el género documental permite y una inusual resolución formal, en la que Goded evita muchos de los vicios de la estética documental, proponiendo una gran frescura visual”.
Este proyecto posteriormente se convirtió en un libro publicado en 2006 por la editorial Lunwerg y en una película en 2016.
De la misma manera como sucedió con sus proyectos anteriores Tierra Negra (1993), y Tierra de brujas (2008), Goded establece una relación cercana con las mujeres que retrata e incluso llega a entablar relaciones de amistad con ellas. Como es el caso de Carmen, líder de las prostitutas que trabajan en parque Loreto. El libro está dedicado a ella. El interés de la fotógrafa va más allá de la imagen, ha colaborado e impulsado institucionales y no gubernamentales que luchan por los derechos de mujeres prostitutas. Cuando realizaba este trabajo fotográfico, la Comisión de Derechos Humanos del D.F la invitó a colaborar con abogados, sociólogos y psicólogos y de ahí surgió el CASI (Centro de Atención Integral a Sexoservidoras) y posteriormente la casa Xochiquetzal.
Posteriormente, después de concluido el proyecto fotográfico, realizó entre 2012 y 2015 la película Plaza de la Soledad la cual fue estrenada en 2016. Producida por Martha Sosa, Eamon O’Farrill y Mónica Lozano fue seleccionada para competir en la World Cinema Documentary Competition del Sundance Film Festival en 2016. En ella muestra a mujeres de diversas edades, desde adolescentes y hasta mujeres de 70 u 80 años, de quienes Goded da a conocer sus historias y sus familias.
Desaparecidas
Fotografía (2005-2006) y  video instalación (2015). Proyecto acerca de las niñas que habitan en barrios violentos y que son hijas o hermanas de mujeres desaparecidas en Ciudad Juárez.
La última cenicienta
Fotografía (1997-2014). Retratos de jóvenes que celebran sus quince años. 
Las audaces: jóvenes líderes oaxaqueñas
Documental Web (2016) .Trabajo que aborda la vida de cuatro jóvenes lideresas de origen zapoteco en la sierra del norte y sur de Oaxaca. 
India
Fotografía y video (2012).Proyecto compuesto por fotografías tomadas en dos viajes realizados a India. 
Welcome to Lipstick
Fotografía (2010). Fotografías tomadas a sexoservidoras que habitan en la “zona roja” de la frontera entre México y Estados Unidos. Ahí sus condiciones de vida son el aislamiento y el encierro. 
Autismo
Fotografía (2007). Trabajo que retrata la vida cotidana de dos niñas autistas que viven en París, Francia. 
Tierra de Brujas 
Fotografía (2006 – 2007). Trabajo en el que aborda el tema de la sanación y la magia en el norte de México. En él retrata mujeres chamanas y brujas, quienes con la llegada de los europeosa a fueron sujeto de persecución y tortura y quienes actualmente todavía sufren marginación y rechazo. 
Tierra negra
Fotografía  y libro (1994). Durante tres años Maya Goded fotografió mujeres y su entorno en la zona conocida como Costa Chica, ubicada en las costas de Guerrero y Oaxaca. Se interesó principalmente por la raíz negra en México, conocida como la tercera raíz, con la intención de conocer la realidad cultural actual compuesta no solo por los indígenas y europeos sino también los negros provenientes de África.  El libro fue publicado por la editorial Luzbel en 1994.

## Distinciones
Ha recibido diversos premios, en 1990, con veintitrés años recibió el primer premio de la Fundación Mother Jones; y seis años después, le otorgaron el World Press Photo de 1996, en el Fotopress '01; también fue reconocida por la Fundación W. Eugene Smith en 2001 y en 2003 obtuvo el premio de la Fundación Guggenheim. En 2010 recibió el Premio Príncipe Claus otorgado por la fundación del mismo nombre y el gobierno de los Países Bajos.

## Becas y premios
1992 Beca del Fondo Nacional para la Cultura y las Artes (FONCA). Programa Jóvenes creadores. Disciplina, fotografía.
1993 Mother Jones Foundation. Primer premio, (Premio internacional) San Francisco, California, E.U.
1994 Mexico at a Crossroads. Primer premio. Universidad Popular de Múnich, Alemania.
1996 Clase magistral. World Press Photo. Ámsterdam, Holanda
2000 FOTOPRES’01 Concurso semianual organizado por Fundación La Caixa. España.
2001 Premio de adquisición, Fundación Eugene Smith. Nueva York.
2003 Beca Guggenheium. Nueva York.
2003-2009. Sistema Nacional de Creadores de Arte. Fondo Nacional para la Cultura y las Artes. (FONCA)
2010 Premio Fundación Príncipe Claus. Ámsterdam, Holanda.
2020 Storytelling Fellows 2020-2021 de la National Geographic Society.

## Exposiciones individuales
1995 Tierra negra. Museo de Arte Contemporáneo. Oaxaca, México.
1995 La tercera raíz de México: Tierra Negra. Sudáfrica.
1997 Promesa e insulto. Centro Cultural de San Pablo (NAFOTO) Brasil.
1998 Tierra negra, Cielo Azul. Centro de las artes fotográficas. Oregón, E.U.
1999 Territorios Singulares. Centro de fotografía contemporánea, Rey Juan Carlos I de España. Universidad de Nueva York. Nueva York. E.U.
2001 Sexo servidoras 1996-2000. Museo Nacional Centro de Arte Reina Sofía, Madrid, España.
2001 Sexo servidoras. Galería municipal, Pancho Fierro, Bienal Iberoamericana de Lima. Perú.
2003 Maya Goded. Escuela de fotoperiodismo de la Universidad de California, Berkeley, E.U.
2005 Prostitutas de la Ciudad de México. Centro de fotografía contemporánea, Rey Juan Carlos I de España. Universidad de Nueva York. Nueva York. E.U.
2006 Plaza de la soledad. Museo Nacional de Bellas Artes, Ciudad de México.
2007 Todas volvemos a la calle. Casa América, Madrid, España.
2011 Las olvidadas. Museo de la fotografía de California. California, E.U.
2011 Welcome to Lipstick & Tierra de brujas. Atelier des Forges, Arlés, Francia.

## Colecciones públicas y privadas
Fototeca del Consejo Mexicano de fotografía, México.
The Wittliff Gallery of Southwestern & Mexican Photography, Texas, E.U.
Comunidad de Madrid, España.
Fundación Margolis, Tucson, E.U.
Anna Gamazo de Abelló
Jean-louis Larivière
Stanislas Poniatowski
Colección Agustín e Isabel Coppel
Fundación Televisa